# 藤原忠清
藤原 忠清（ふじわら の ただきよ）は、平安時代末期の武将。伊勢国度会郡の古市荘を基盤とする藤原秀郷流伊藤氏の出身で、平氏譜代の有力家人である。伊藤忠清とも。

## 生涯

### 平氏の侍大将
保元の乱で平清盛の軍の先陣を務め、源為朝と戦う。この時、為朝の強弓を前に苦戦を強いられ、弟の忠直（伊藤六）が戦死する。平治の乱の直後には清盛の命で、二条天皇側近の大炊御門経宗・葉室惟方を逮捕している（『愚管抄』）。
左兵衛尉を経て、嘉応2年（1170年）に右衛門少尉となる。忠清は平氏一門の中でも特に平重盛に近仕しており、重盛の嫡男・維盛の乳父（めのと）でもあった。その後、何らかの理由で上総国に配流された忠清は、現地の有力在庁官人・上総広常の歓待を受ける。広常の態度は「志ヲ尽シ思ヲ運テ賞玩シ愛養スル事甚シ」かったという（『源平盛衰記』）。
忠清は閑院内裏の警備軍を指揮する立場にあり、安元3年（1177年）4月の延暦寺大衆の強訴では防備に当たった。この時に威嚇射撃の矢が神輿に命中し、大衆側に死傷者が出た。この結果、院と延暦寺の抗争は激化し、天台座主・明雲の配流と奪還、後白河法皇による延暦寺攻撃命令、鹿ケ谷の陰謀へと展開していくことになる。
治承三年の政変（1179年）で忠清は、解官された藤原為保に代わり上総介となり、従五位下に叙せられた。その際、「坂東八ヵ国の侍の別当」（『平家物語』）として東国の武士団を統率する権限も与えられたとされる。上総国の国衙を掌握した忠清は、上総広常に対して恩を忘れた強圧的な態度に転じ、陳弁のため上洛した広常の子・能常を拘禁する。忠清の圧迫に怒った広常は、やがて平氏に反旗を翻すことになる。

### 治承・寿永の乱
治承4年（1180年）5月の以仁王の挙兵では、弟の景家や嫡子の忠綱とともに以仁王を追撃する。宇治川では馬筏（いかだ）を組んで渡河を決行、源頼政らを討ち取った。以仁王の生死は不明で南都に逃げ込んだという情報も流れたことから、平重衡・維盛は南都に攻め込もうとするが、忠清は「晩に臨みて南都に着くの条、思慮あるべし、若き人々は軍陣の子細を知らず」（『山槐記』治承4年5月26日条）と制止した。
忠清は伊豆の流人・源頼朝の動向について、大庭景親から報告を受けて神経を尖らせていた。9月に頼朝の挙兵で東国が動乱状態になり、東海道諸国に頼朝追討の宣旨が下された。22日、追討使として平維盛が軍を率いて福原を進発すると、忠清は侍大将として付き従った。10月18日、追討軍は駿河国に達して富士川で反乱軍と対峙するが、数万の敵兵に対して官軍はわずか千騎という有様で、忠清は形勢不利と判断して維盛に撤退を進言。「次第の理を立て、再三教訓」して、撤退を渋る維盛を説得した（『玉葉』治承4年11月5日条）。 敗戦の報に清盛は激怒し、維盛を流罪、忠清を死罪にするよう命じたが、平盛国の執り成しで許されたという（『平家物語』）。
寿永2年（1183年）7月の平氏の都落ちには出家して同行せず、畿内に留まって源義仲との和睦を図るなど独自の動きを見せる（『玉葉』）。一ノ谷の戦いが終結した後の元暦元年（1184年）7月、忠清は平田家継・平信兼らとともに平氏の本拠地の伊賀・伊勢で大規模な反乱（三日平氏の乱）を起こした。東国軍の主力はすでに源範頼に率いられて鎌倉に帰還していたため、京都の防備は手薄になっていた。この頃、鎌倉から伊賀国に大内惟義、伊勢国に山内首藤経俊が代官として配置され、平氏や義仲の残党狩りが行われていた。反乱の背景には、鎌倉方の強権支配に対する反発があったと推測される。 
鎌倉方の佐々木秀義が戦死するなどの激戦が展開された後、反乱は鎮圧される。家継は戦死するが、忠清は逃亡し潜伏を続ける。翌年、源義経が屋島に出撃する時に、後白河法皇は忠清の脅威を懸念して制止しようとするなど、その存在は侮れないものだった。平氏一門が壇ノ浦の戦いで滅亡した後の5月、忠清は志摩国麻生浦で加藤光員の郎党に捕らえられ、同16日に六条河原で処刑された（『吾妻鏡』）。

## 関連作品
テレビドラマ
- 『草燃える』（1979年、NHK大河ドラマ、演：伊藤豪）
- 『平清盛』（2012年、NHK大河ドラマ、演：藤本隆宏）